# Brun av Köln
Brun eller Bruno, född 925, död 965, var ärkebiskop av Köln. Han vördas som helgon inom Romersk-katolska kyrkan.
Brun uppfostrades i Utrecht och kallades 939 tillbaka av sin bror Otto I och blev 940 kansler och snart därefter abbot av Lorch och Corvey samt slutligen 951 ärkekansler. Samma år följde han Otto till Italien. I striden mot Ludolf och Konrad stod han på Ottos sida och valdes genom kejsarens inflytande 953 till ärkebiskop av Köln. Både som politiker och kyrkofurste gjorde Brun en betydande insats. Han försonade Ludolf med Otto, ingrep i kampen mellan karolingerna och kapetingerna, styrde sitt stift på ett föredömligt sätt och grundlade Pantaleonsklostret i Köln. När Otto I 961 drog till Italien blev Brun förmyndare åt sonen Otto.
Brun är begravd i Köln. Hans festdag firas den 10 oktober.